# 達爾蓋
達爾蓋（烏克蘭語：Дар Гай，1989年12月15日—）全名达里娅·蓋卡洛娃（烏克蘭語：Дарья Гайкалова），是烏克蘭裔的印度導演、編劇與製作人，知名作品為2018年電影《三又二分之一》（Teen Aur Aadha）與《寻静之旅》。

## 生平
達爾蓋出生於烏克蘭基輔，畢業於基輔莫訶拉院國立大學（獲藝術學士與藝術創作碩士學位），主修哲學，輔修電影與戲劇。畢業後獲邀至印度瓜廖爾辛迪亞學院導演戲劇，後至孟買的印度国际电影学院教授編劇與電影欣賞。
2019年10月，達爾蓋與印度導演迪爾·莫馬亞（Dheer Momaya）結婚。

## 外部連結
- Dar Gai在互联网电影资料库（IMDb）上的資料（英文）